# Сірокко (фільм)
«Сірокко» (англ. Sirocco) — американський фільм-нуар 1951 року режисера Кертіса Бернгардта, знятий кінокомпанією Santana Pictures Corporation.  Екранізація роману Жозефа Кесселя «Смертельний удар» (фр. Coup de Grace).

## Сюжет
Дія відбувається в Дамаску в 1925 році, в розпал великого сирійського повстання. Безпринципний ділок Гаррі Сміт, який дезертирував з американської армії під час Першої світової війни, таємно постачає зброю арабським повстанцям. Бунтівники нападають на французькі патрулі і влаштовують теракти. Генерал Ла Саль приймає рішення розстрілювати у відповідь заручників з-поміж цивільних, але начальник розвідки полковник Феру переконує його спробувати вступити в переговори з ватажком повстанців еміром Хасаном.
Коханка Феру Віолетта знайомиться з Гаррі Смітом, і той намагається позалицятися до неї. Арабські терористи влаштовують вибух в кафе, де знаходяться всі троє. Побоюючись залишатися поруч з Феру, Віолетта пропонує Сміту бігти в Каїр. Тим часом французька розвідка через вірменського ділка Балукджіяна виходить на схованку, де Сміт ховає зброю. Спроба виїхати з міста провалюється, Сміт арештований, і в обмін на отримання виїзного пропуску Феру пропонує йому виступити посередником для організації зустрічі з еміром. Залишившись без грошей, Сміт погоджується, але повстанці не мають наміру вести переговори, і, отримавши в свої руки начальника розвідки, збираються його вбити.
Сміт і Віолетта знову планують разом поїхати в Каїр, але Ла Саль просить ще раз виступити посередником, щоб звільнити Феру за викуп в 10 тис. Американець, який уже отримав дозвіл на виїзд з міста, проявляє благородство, і знову вирушає до штабу повстанців. Емір, якому потрібні гроші на покупку зброї, погоджується відпустити Феру, але від тимчасового припинення вогню відмовляється, називаючи це дурістю.
Роздратовані подвійною грою Сміта і підозрюючи його в зраді, араби вбивають посередника. Повернувшись в розташування французьких військ, Феру виявляє, що повстанці все-таки припинили обстріл.

## У ролях
- Гамфрі Богарт — Гаррі Сміт
- Марта Торен — Віолетта
- Лі Джей Кобб — полковник Феру
- Еверетт Слоун — генерал Ла Саль
- Джеральд Мор — майор Леон
- Зеро Мостел — Балукджіян
- Нік Денніс — Насір Абу, помічник Сміта
- Онслоу Стівенс — емір Хасан